# Luis Paret
Luis Paret y Alcázar (Madrid, 11 febbraio 1746 – 14 febbraio 1799) è stato un pittore spagnolo.

## Biografia
Nato a Madrid, all'inizio si formò sotto Antonio González Velázquez e frequentò l'Academia Real de San Fernando a Madrid, dove vinse un secondo premio in un concorso di pittura nel 1760 e il primo premio nel 1766. Entrò nello studio del pittore francese Charles de la Traverse, che lavorava per il marchese di Ossun, ambasciatore di Francia in Spagna. Sfortunatamente al suo ritorno a Madrid, nonostante fosse diventato insegnante all'Accademia di San Fernando all'età di 33 anni, ricevette principalmente commissioni reali per dipinti e incisioni di panorami di porti, l'equivalente spagnolo delle vedute inglesi, e anche di lavori di costruzione pianificati. Per alcuni anni fu bandito a Porto Rico, dove formò il pittore José Campeche. Dipinse anche nature morte con fiori e dipinti di genere chiamati bambochadas, per la loro attenzione ai costumi delle classi più povere.

## Galleria d'immagini

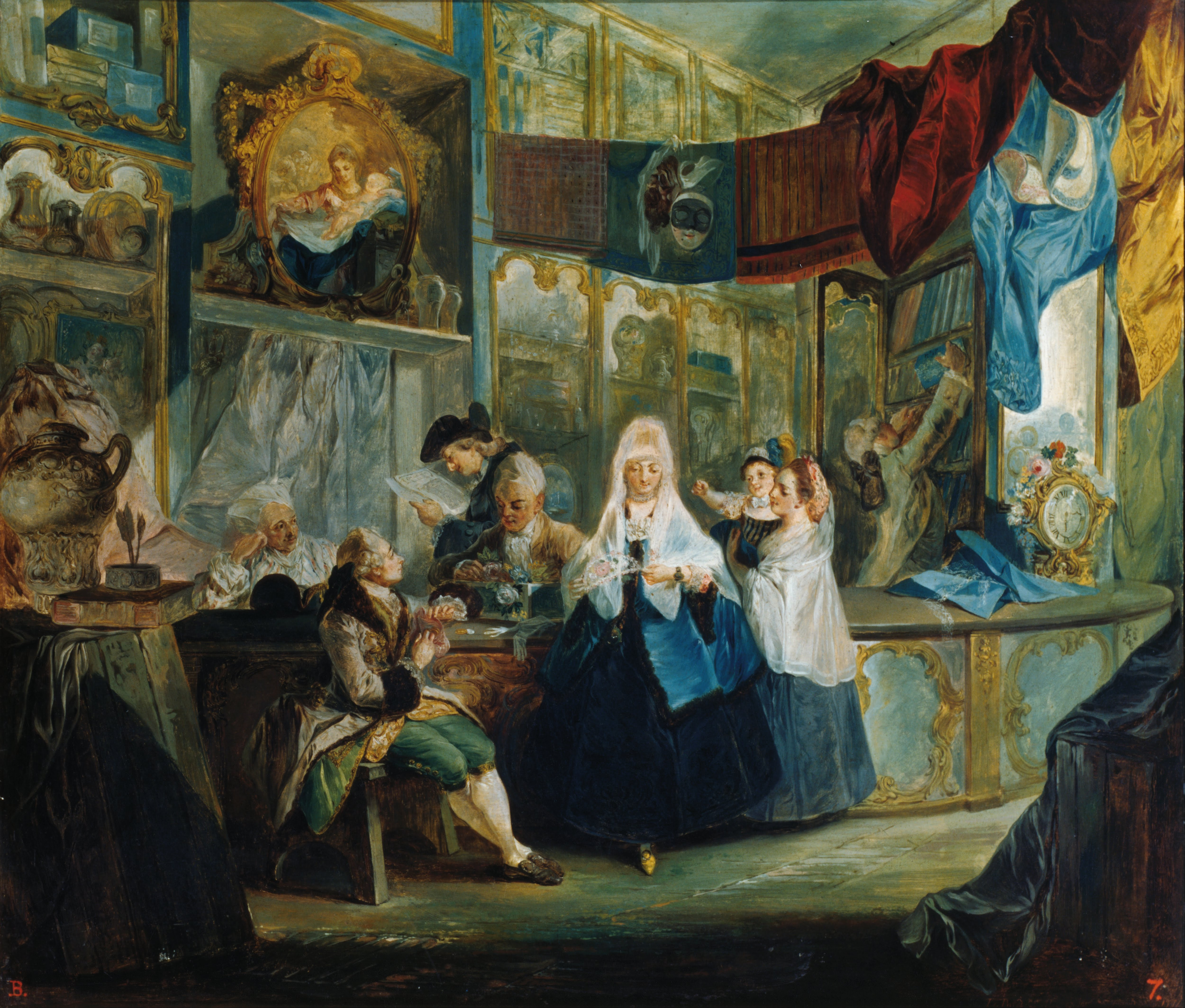
Il negozio dell'antiquario Geniani (1772) Museo Lázaro Galdiano
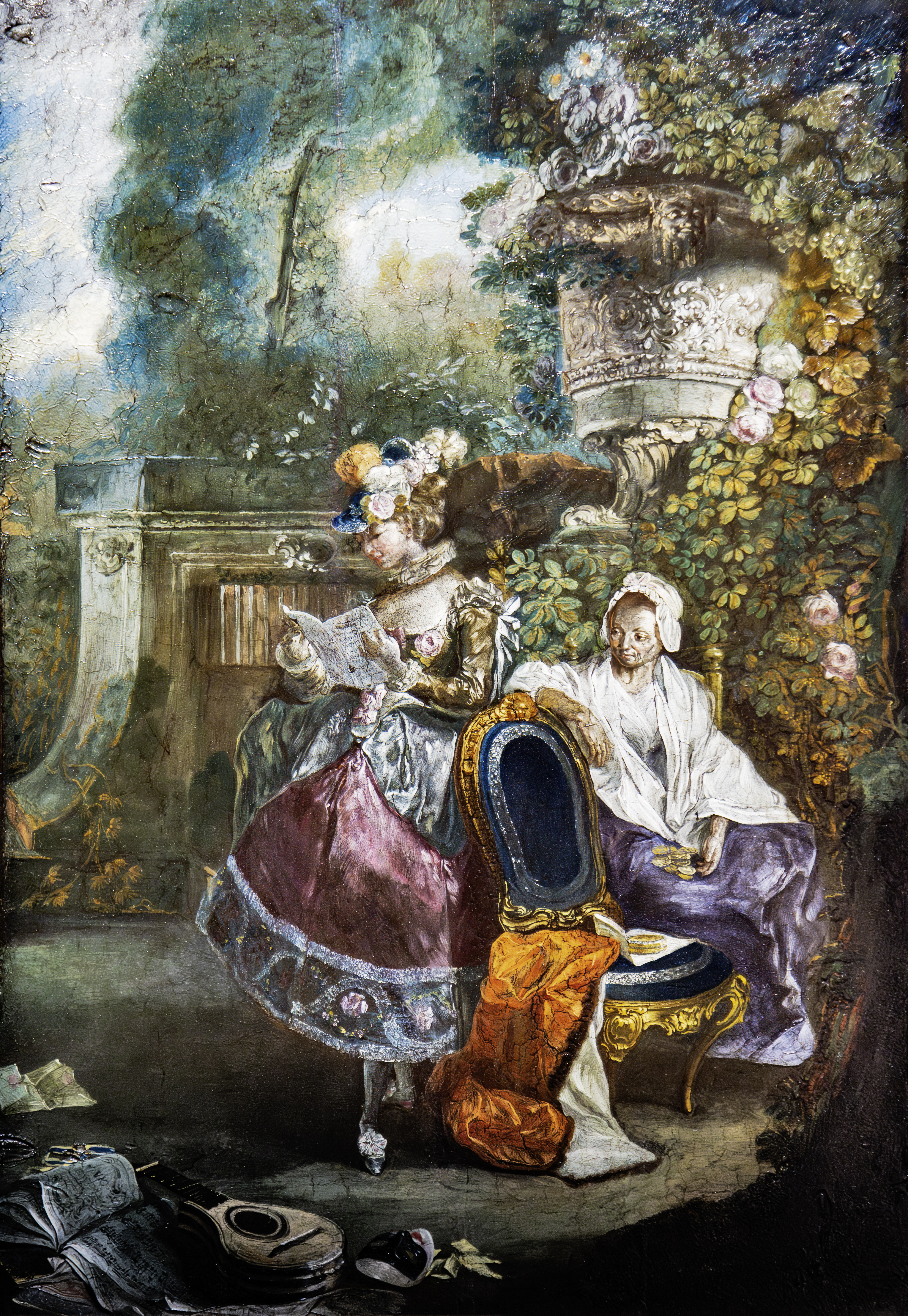
La carta (1772) Musée Goya
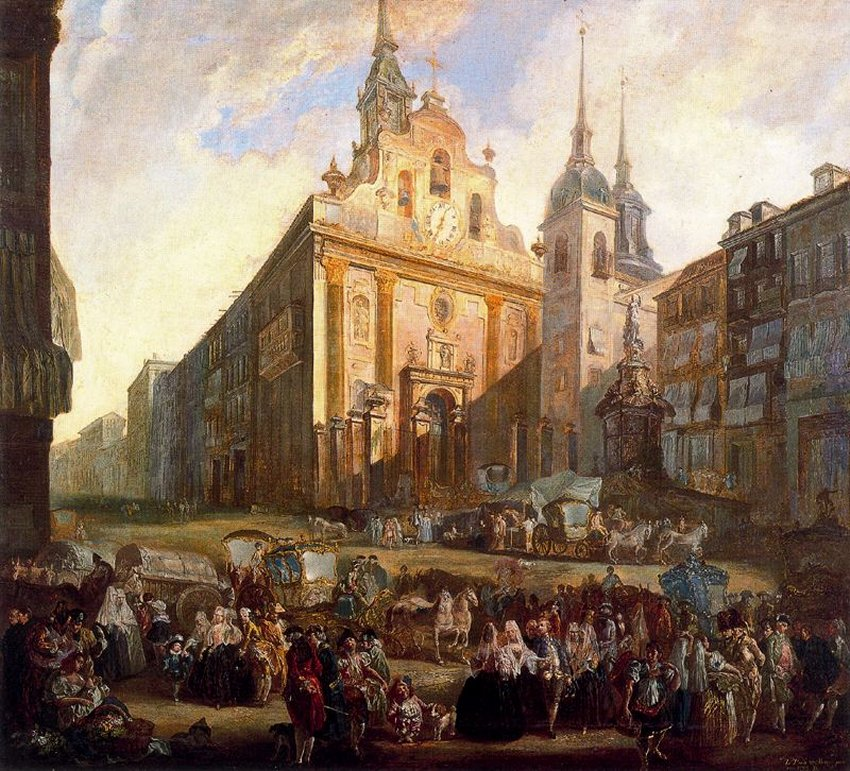
La Puerta del Sol a Madrid (1773) Museo Nacional de Bellas Artes de Cuba
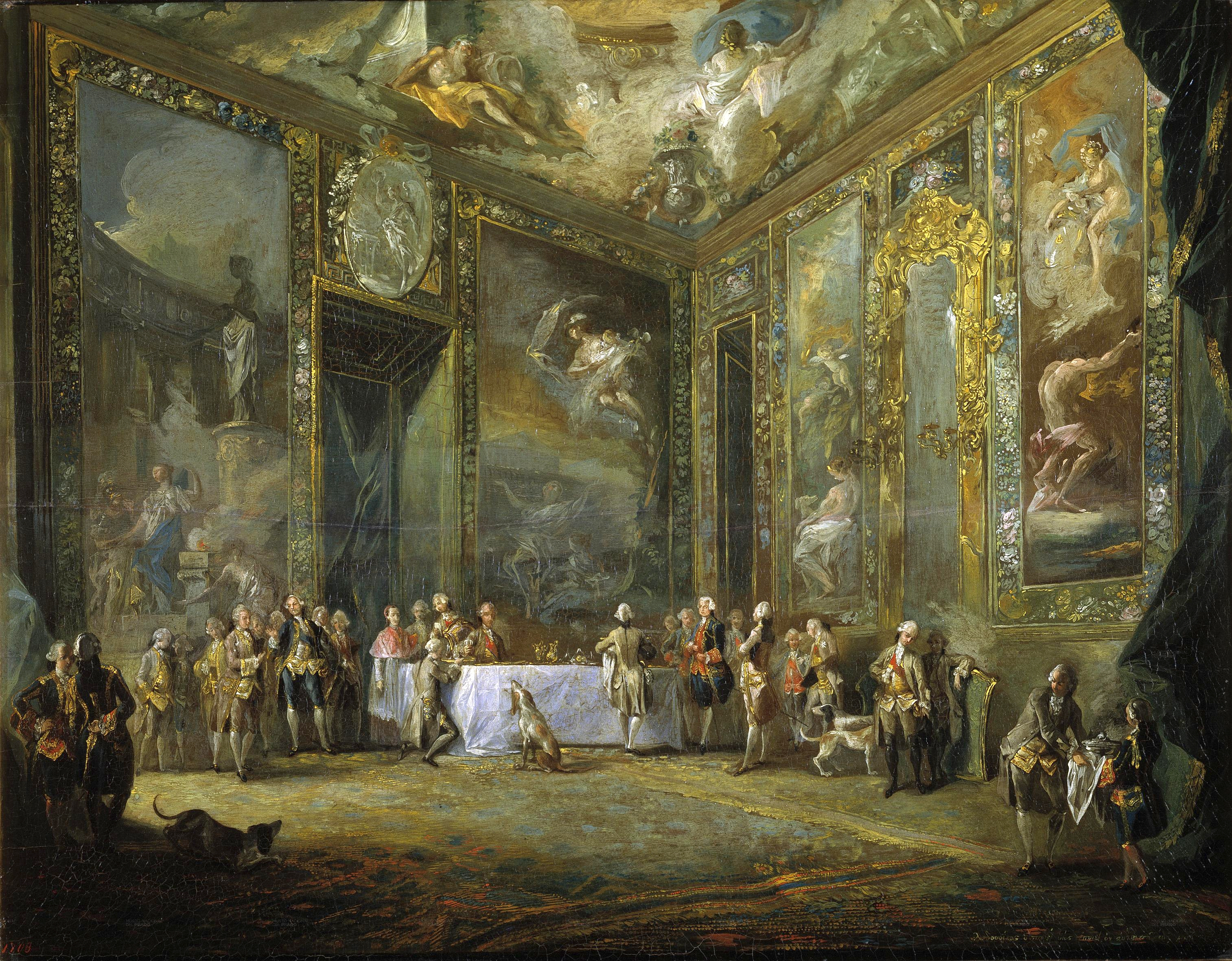
Carlo III che pranza di fronte alla corte (c. 1775) Museo del Prado, Madrid
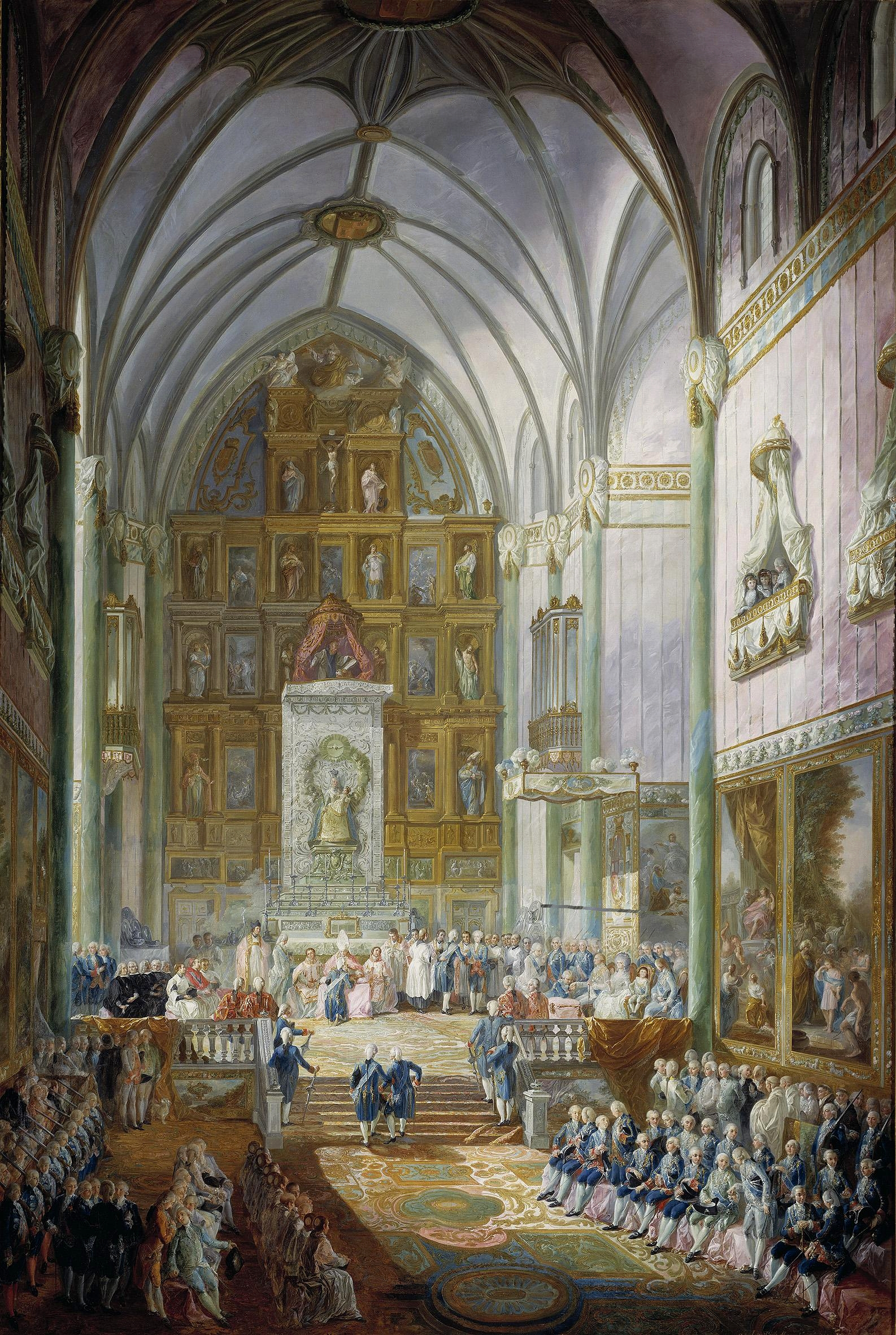
Giuramento di Fernando VII come Príncipe delle Asturie (1791) Museo del Prado, Madrid